# Łóżko (singel)
Łóżko – ballada rockowa, singiel zespołu Maanam wydany w maju 1996 roku, promujący ósmy album studyjny pod tym samym tytułem. Na singlu zostały zamieszczone utwory „Po to jesteś na świecie” oraz tytułowy. Pierwszy z nich był notowany przez 12 tygodni na Liście przebojów Programu Trzeciego, gdzie dotarł do 6. miejsca. Do piosenki tytułowej został zrealizowany wideoklip (nigdy nie wyemitowany w telewizji) w reżyserii Mariusza Grzegorzka. Na singlu znajduje się także mini-wywiad z Korą, dotyczący nagrywania płyty.

## Lista utworów
1. „Po to jesteś na świecie (Piosenka na lato)” – 3:26
2. „Łóżko (Piosenka na wieczność)” – 4:22

## Twórcy
- Kora – śpiew
- Marek Jackowski – gitary
- Aranżacja: Neil Black i Marek Jackowski
- Producent muzyczny: Neil Black
- Asystenci: Jacek Guzowski i Przemek Nowak
- Gościnnie: Neil Black, Marian Siejka i David Saucedo Valle z Meksyku